# Тупая, Талия
Талия Тупая (англ. Tahlia Tupaea; род. 1 июня 1997 года, Пенрит, Новый Южный Уэльс, Австралия) — австралийская профессиональная баскетболистка, выступает за клуб женской национальной баскетбольной лиге «Сидней Флэймз». Была выбрана на драфте ВНБА 2017 года в третьем раунде под 36-м номером командой «Миннесота Линкс». Играет на позиции разыгрывающего защитника. Чемпионка женской НБЛ (2017).
В составе национальной сборной Австралии выиграла бронзовые медали чемпионата мира среди девушек до 19 лет 2013 года в Литве и 2015 года в России, стала победительницей чемпионата Океании среди девушек до 16 лет 2013 года в Мельбурне и чемпионата Океании среди девушек до 18 лет 2014 года в Суве, а также принимала участие на чемпионате мира среди девушек до 17 лет 2014 года в Чехии. А в составе национальной сборной Новой Зеландии принимала участие на чемпионате Азии 2023 года в Австралии.

## Ранние годы
Талия Тупая родилась 1 июня 1997 года в городе Пенрит (штат Новый Южный Уэльс), западном пригороде Сиднея.